# Jury Chechi
Jury Chechi (Prato, 11 ottobre 1969) è un personaggio televisivo ed ex ginnasta italiano.
Dominatore della specialità degli anelli per tutti gli anni novanta, tra le sue imprese più importanti si ricorda la medaglia d'oro negli anelli, vinta alle Olimpiadi di Atlanta 1996, settantadue anni dopo la vittoria di Francesco Martino a Parigi 1924.

## Biografia

### Carriera sportiva

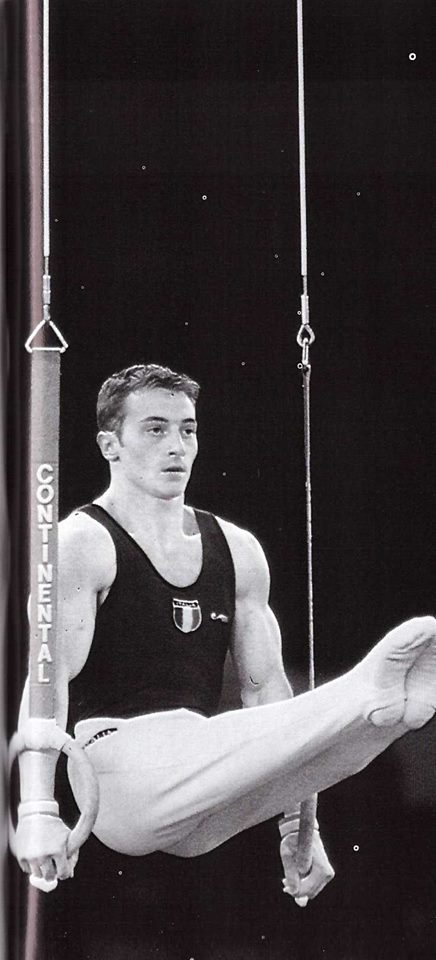
Jury Chechi durante la sua esibizione alle Olimpiadi di Atlanta 1996

I genitori lo chiamarono Jury in onore del cosmonauta sovietico Gagarin. Da bambino, piccolo di statura e magro, non è certo dotato di un fisico che fa presumere una carriera sportiva. La sorella però frequenta una palestra di ginnastica artistica, la Società Etruria di Prato, e Jury finisce per appassionarsi a questo sport, cosicché nel 1976 i genitori decidono di iscrivere anche lui.
Nel 1977 Jury centra il primo di una serie di innumerevoli successi, piazzandosi al primo posto del Campionato Regionale Toscano. Nel 1984 entra nel giro della nazionale juniores di ginnastica e si trasferisce a Varese per potere studiare e contemporaneamente allenarsi nella palestra della celebre Società Ginnastica Varesina, specializzandosi nella disciplina degli anelli. Nel 1989 assolve il servizio di leva nei Vigili del Fuoco e viene inquadrato nel gruppo sportivo della Scuola Centrale Antincendio "Giancarlo Brunetti". Da quell'anno e fino al 1995, sotto la guida del suo allenatore Bruno Franceschetti, vince 6 titoli italiani consecutivi, i Giochi del Mediterraneo, le Universiadi, 4 titoli europei e 5 titoli mondiali.
Dopo aver partecipato alle Olimpiadi di Seoul del 1988, Chechi si afferma nel 1989 con un terzo posto agli anelli ai Mondiali e l'anno successivo conquista il titolo europeo della specialità. È terzo anche ai Mondiali del 1991, anno in cui agli XI Giochi del Mediterraneo vince sei medaglie d'oro: negli anelli, corpo libero, cavallo con maniglie, parallele simmetriche, concorso generale individuale e concorso generale a squadre.
Nel 1992 è il grande favorito per la gara degli anelli alle Olimpiadi di Barcellona, ma circa un mese prima delle gare si rompe il tendine d'Achille della gamba destra durante un allenamento ed è costretto a rinunciare alle gare. Chechi non si perde d'animo e va a Barcellona a commentare le gare di ginnastica per la televisione.
Tornato alle competizioni l'anno successivo, si aggiudica per cinque volte di seguito il titolo mondiale (1993-97), diventando il primo ginnasta della storia a vincere cinque ori iridati consecutivi in una specialità. Queste vittorie, le prime per un atleta italiano dai tempi di Franco Menichelli, gli fanno acquisire il soprannome di "Signore degli Anelli" che richiama il titolo del famoso romanzo di Tolkien, di cui Chechi ha dichiarato essere appassionato. Tale soprannome è stato attribuito anche ad altri atleti abili nella disciplina, come il bulgaro Jovcev e il greco Tampakos.
Trionfa ai Giochi olimpici di Atlanta del 1996, anno in cui conquista anche il suo quarto titolo europeo dopo i successi nel 1990, 1992 e nel 1994. Sempre negli anelli, ottiene anche due vittorie in Coppa Europa (1991 e 1995).
Notevoli sono anche i suoi risultati nel concorso generale, dove vanta un terzo posto agli Europei (1990) e una vittoria e un terzo posto in Coppa Europa (1991 e 1995); nella sbarra, con un oro e un bronzo in Coppa Europa (1991 e 1995), e nel corpo libero, dove è stato terzo agli Europei del 1992.
Dopo aver annunciato il ritiro nel 1997, torna a competere nel 1999 con l'obiettivo di Sydney 2000; la rottura del tendine del bicipite brachiale sinistro lo costringe però a saltare il torneo, facendo paventare anche un abbandono definitivo dell'agonismo. Nel 2003, per via di una promessa fatta al padre guarito da una malattia, decide di tornare ad allenarsi. All'età di 34 anni partecipa quindi ai Giochi di Atene, in cui è il portabandiera della spedizione azzurra nella cerimonia inaugurale. Nella finale del 22 agosto 2004 conquista il bronzo, con l'oro assegnato al greco Dimosthenis Tampakos, il che suscita polemiche, con sospetti circa la vittoria di Tampakos in quanto ellenico. Un successivo riesame della gara, effettuato tre mesi più tardi da una giuria neutrale, avrebbe attribuito la vittoria allo stesso Chechi, il quale però avrebbe assegnato l'oro al bulgaro Jovčev.
Nel 2005 viene pubblicato un libro che ripercorre la sua carriera.

### Dopo il ritiro
Poco dopo il ritiro riceve la laurea honoris causa in Scienze motorie dall'Università degli studi del Molise.
Il 10 febbraio 2006, nella veste dello "Sciamano del Fuoco", apre la cerimonia di apertura ai Giochi olimpici invernali di Torino colpendo con un martello d'oro una fiammeggiante incudine.
Ha anche svolto il ruolo di consigliere comunale a Prato, eletto nella lista dei Democratici di Sinistra. Alle elezioni comunali del 2009 dà però il proprio appoggio al candidato di centrodestra Roberto Cenni, che, una volta eletto, lo nomina consigliere del sindaco per sport e politiche giovanili. Successivamente si dichiara elettore del Partito Democratico.
Nel maggio del 2015 una targa a lui dedicata viene inserita nella Walk of Fame dello sport italiano a Roma.
Nel 2016 si candida alle elezioni per la presidenza della Federazione Ginnastica d'Italia.

### Televisione
Appare spesso in televisione nelle vesti di ospite, come a La strana coppia o Buona la prima!, ma anche di conduttore. A partire dal 2008 co-presenta infatti, prima con Marco Mazzocchi e poi con Antonio Rossi, il programma Ninja Warrior in onda sul canale satellitare GXT. Nella stagione televisiva 2006/2007 partecipa alla sesta edizione di Amici di Maria De Filippi in veste di supervisore degli allievi di ginnastica artistica.
Durante le Olimpiadi di Londra 2012 lavora per Sky Sport come commentatore. Sempre per Sky Sport conduce a partire dal novembre 2013 una trasmissione televisiva settimanale dal titolo Più forza nella vita.
Nel 2014 e nel 2015 è giudice di Si può fare!, talent show di Rai 1 condotto da Carlo Conti.
Nel 2019 partecipa al programma Eurogames in qualità di arbitro e giudice del gioco. Nell'estate del 2021 è opinionista fisso assieme a Sara Simeoni del programma di Rai 2 Il circolo degli anelli, in cui commenta le gare delle Olimpiadi di Tokyo 2020.
Nel 2021 viene ingaggiato da Marvel Italy per la promozione del film Shang-Chi e la Leggenda dei Dieci Anelli, in un trailer con lui protagonista, pubblicato il 7 settembre. A dicembre conduce i Gazzetta Sports Awards con Francesca Brienza su LA7.
L'anno seguente è uno degli opinionisti fissi de Il circolo dei Mondiali in occasione del campionato del mondo 2022.
Nel 2024 è tra gli opinionisti di Notti olimpiche su Rai 2 per le Olimpiadi di Parigi.
A ottobre 2024 viene annunciata la sua partecipazione come concorrente all'edizione 12 del reality show Pechino Express in coppia con Antonio Rossi.

## Palmarès

### Giochi olimpici
- Oro Atlanta 1996 (anelli)
- Bronzo Atene 2004 (anelli)

### Campionati mondiali
- Bronzo Stoccarda 1989 (anelli)
- Bronzo Indianapolis 1991 (anelli)
- Oro Birmingham 1993 (anelli)
- Oro Brisbane 1994 (anelli)
- Oro Sabae 1995 (anelli)
- Oro San Juan 1996 (anelli)
- Oro Losanna 1997 (anelli)

### Campionati europei
- Oro Losanna 1990 (anelli)
- Bronzo Losanna 1990 (concorso generale)
- Oro Budapest 1992 (anelli)
- Bronzo Budapest 1992 (corpo libero)
- Oro Praga 1994 (anelli)
- Oro Copenaghen 1996 (anelli)

### Universiadi
- Oro Buffalo 1993 (anelli)
- Oro Buffalo 1993 (squadre)
- Argento Buffalo 1993 (concorso generale)
- Oro Catania 1997 (anelli)

### Giochi del Mediterraneo
- Oro Latakia 1987 (volteggio)
- Oro Latakia 1987 (squadre)
- Argento Latakia 1987 (anelli)
- Argento Latakia 1987 (concorso generale)
- Oro Atene 1991 (corpo libero)
- Oro Atene 1991 (cavallo)
- Oro Atene 1991 (anelli)
- Oro Atene 1991 (parallele)
- Oro Atene 1991 (squadre)
- Oro Atene 1991 (concorso generale)
- Oro Linguadoca-Rossiglione 1993 (cavallo)
- Oro Linguadoca-Rossiglione 1993 (anelli)
- Oro Linguadoca-Rossiglione 1993 (squadre)
- Oro Linguadoca-Rossiglione 1993 (concorso generale)
- Argento Linguadoca-Rossiglione 1993 (parallele)
- Oro Bari 1997 (anelli)

## Programmi televisivi
- Amici di Maria De Filippi 6 (Canale 5, 2006-2007) Insegnante
- Ninja Warrior (GXT, 2008-2014)
- Commentatore delle Olimpiadi di Londra (Sky Sport, 2012)
- Più forza nella vita (Sky Sport, 2013-2014)
- Si può fare! (Rai 1, 2014-2015) Giudice
- Eurogames (Canale 5, 2019) Arbitro e giudice
- Il circolo degli anelli (Rai 2, 2021) Opinionista
- Gazzetta Sports Awards (La 7, 2021) Co-conduttore
- Il circolo dei Mondiali (Rai 1, 2022) Opinionista
- Notti olimpiche (Rai 2, 2024) Opinionista
- Pechino Express (Sky Uno, 2025) Concorrente

## Riconoscimenti
- Premio Alfredo Martini nel 2023[25]